# Fajsz
Fajsz es un pueblo ubicado en el distrito de Kalocsa, en el condado de Bács-Kiskun, Hungría.

## Superficie
Posee una superficie de 31,99 kilómetros cuadrados.

## Demografía
Hasta 2019 la población era de 1600 habitantes, con una densidad de población de 50,02 habitantes por kilómetro cuadrado.